# کاپیتان فراکاس
کاپیتان فراکاس (به فرانسوی: Le capitaine Fracasse) رمانی است از تئوفیل گوتیه، نویسندهٔ اهل فرانسه که سال ۱۸۶۳ نوشته شده است.